# Luke Tuckwell
Luke Tuckwell (* 21. Juni 2004 in Orange) ist ein australischer Radrennfahrer, der im Straßenradsport aktiv ist.

## Sportlicher Werdegang
Bis 2023 war Tuckwell als Radsportler fast ausschließlich auf nationaler Ebene aktiv. 2023 bestritt er als Stagiaire beim Team Trinity Racing erste Rennen außerhalb von Europa. Im folgenden Jahr wurde er festes Mitglied bei Trinity Racing. Beim Giro della Valle d’Aosta und beim Giro Next Gen, zwei berglastigen Rundfahrten in der U23, zeigte er sein Potential als Bergfahrer und kam auf den sechsten bzw. zehnten Gesamtrang.
Zur Saison 2025 wechselte Tuckwell zu den Red Bull-Bora-hansgrohe Rookies. Beim Giro Next Gen 2025 platzierte er sich auf allen Bergetappen unter den Top 10. Auf der fünften Etappe eroberte er die Führung in der Gesamtwertung, die er jedoch auf der letzten Etappe nach an Jakob Omrzel abgeben musste.